# Kimiko Date
Kimiko Date, geschiedene Date-Krumm (jap. 伊達 公子, Date Kimiko; * 28. September 1970 in Kamigyō-ku, Kyōto) ist eine ehemalige japanische Tennisspielerin.

## Karriere
Date wurde 1992 von der WTA zum Most Improved Player Of The Year gewählt. Anfang 1994 schaffte sie nach dem Titelgewinn in Sydney erstmals den Sprung in die Top Ten der WTA-Weltrangliste. Kurz darauf erreichte sie nach 21 Jahren als erste Japanerin wieder das Halbfinale der Australian Open. 1995 stand sie nach Siegen über Lindsay Davenport und Iva Majoli als erste Japanerin überhaupt im Halbfinale der French Open. Ihren größten Triumph feierte sie mit dem Turniersieg bei den Pan Pacific Open in Tokio (Finale gegen Davenport). In Miami zog sie ins Endspiel ein, nachdem sie gegen Gabriela Sabatini hatte drei Matchbälle abwehren und einen 1:6, 1:5-Rückstand umdrehen können. 1996 unterlag sie im Wimbledon-Halbfinale der Weltranglistenersten Steffi Graf erst nach drei Sätzen.
In ihrer Laufbahn gewann sie bereits 447 Einzelpartien. Insgesamt gewann sie acht Titel auf der WTA Tour, darunter viermal die Japan Open. Ende 1995 wurde sie auf Platz 4 der Weltrangliste notiert. Im Fed Cup hat sie auch einen Sieg über Steffi Graf verbuchen können (1996 mit 7:6, 3:6, [12:10]). Und noch im selben Jahr gab sie ihren Rücktritt bekannt.
Nach Siegen bei Schaukämpfen über Steffi Graf und Martina Navratilova im Jahr 2008 kündigte die 37-jährige Japanerin ihr Comeback an und gewann im November bei den japanischen Tennis-Meisterschaften den Titel im Einzel.
Bei einem ITF-Turnier in Gifu qualifizierte sie sich fürs Hauptfeld und zog dort nach Siegen über die topgesetzte Aiko Nakamura, die an drei gesetzte Melanie South sowie die an fünf gesetzte Rika Fujiwara ins Finale ein, wo sie Tamarine Tanasugarn mit 6:4, 5:7, 2:6 unterlag. Mit ihrer 16-jährigen Landsfrau Kurumi Nara gewann sie jedoch das Doppelturnier. Danach sammelte sie einige Titel auf dem ITF Women’s Circuit, ehe sie wieder vermehrt auf der Tour und bei Grand-Slam-Turnieren antrat.
2009 stand Date-Krumm erstmals seit dem Jahr 1996 im Hauptfeld der Australian Open, scheiterte dort aber bereits in Runde eins mit 4:6, 6:4, 6:8 an Kaia Kanepi.
Einen Tag vor ihrem 39. Geburtstag gewann sie 2009 in Seoul gegen Anabel Medina Garrigues mit 6:3, 6:3 die Hansol Korea Open. Damit ist sie die zweitälteste Turniersiegerin im Einzel nach Billie Jean King, die am 6. Juni 1983 in Birmingham ihr letztes Turnier gewann und dabei ein halbes Jahr älter war als Date-Krumm bei ihrem Sieg in Seoul.

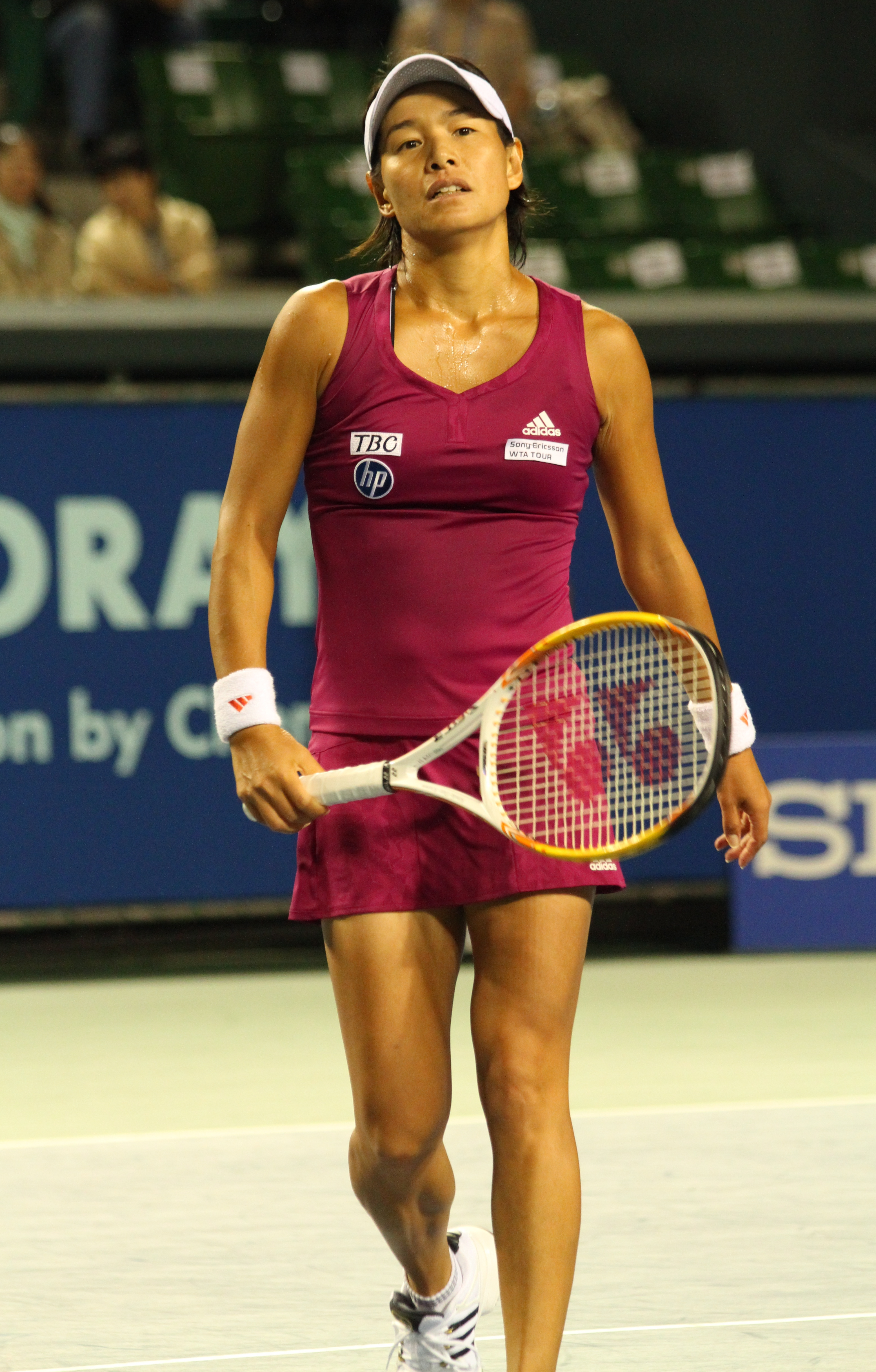
Date-Krumm bei den Toray Pan Pacific Open 2010

2010 besiegte sie bei den French Open die Vorjahresfinalistin Dinara Safina und wurde damit zur ältesten Spielerin, die jemals eine Top-Ten-Spielerin schlagen konnte. Sie bezwang Safina kurz darauf beim WTA-Turnier in Stanford erneut und unterlag dann der Weltranglistensechsten Jelena Dementjewa 6:3, 3:6, 4:6. Date-Krumm gehörte wieder zu den Top 50 der Weltrangliste. Beim WTA-Turnier in Tokio überraschte sie in Runde eins mit einem Sieg über Marija Scharapowa und schied im Achtelfinale gegen Francesca Schiavone aus. In Osaka besiegte sie auf dem Weg ins Finale die Top-Ten-Spielerin Samantha Stosur sowie die Weltranglistendreizehnte Shahar Peer. Im Endspiel unterlag sie im Alter von 40 Jahren im „ältesten“ WTA-Finale aller Zeiten überraschend, wenn auch knapp, der 33-jährigen Tamarine Tanasugarn. Ende des Jahres schlug sie auf dem Weg ins Viertelfinale von Bali noch Daniela Hantuchová und die Weltranglistenelfte Li Na.
Kimiko Date-Krumm konnte 2010 u. a. Erfolge über die folgenden Top-Spielerinnen feiern: Dinara Safina, Maria Scharapowa, Samantha Stosur, Li Na, Daniela Hantuchová, Shahar Peer, Anastassija Pawljutschenkowa, Nadja Petrowa, Anna Tschakwetadse.
Bei den Australian Open verlor sie 2011 nach deutlicher Führung noch knapp gegen die Weltranglistenzwölfte Agnieszka Radwańska. In 's Hertogenbosch besiegte sie die an 6 gesetzte Marija Kirilenko und zog ins Viertelfinale ein. In Wimbledon kam sie nur bis Runde zwei.
Das Jahr 2012 lief nicht gut für Date-Krumm. Sie hatte viele kleinere Verletzungen und kam bei keinem Grand-Slam-Turnier über die erste Runde hinaus.
2013 überraschte sie in Runde eins der Australian Open, als sie die an 12 gesetzte Nadja Petrowa mit 6:2 und 6:0 besiegte. Damit hält Date-Krumm den Rekord der ältesten Spielerin, die bei den Australian Open jemals ein Einzel gewinnen konnte. In der zweiten Runde besiegte sie Shahar Peer mit 6:2, 7:5, ehe sie gegen Bojana Jovanovski mit 2:6 und 6:73 verlor. Auch im Doppel überzeugte sie mit Doppelpartnerin Arantxa Parra Santonja, als sie in der zweiten Runde die an Nummer 2 gesetzte Paarung Andrea Hlaváčková/Lucie Hradecká in drei Sätzen mit 7:5, 3:6 und 6:3 bezwangen und ins Achtelfinale einzogen. Beim Sandplatzturnier in Straßburg konnte sie bereits ihren dritten Saisontitel im Doppel feiern. In Wimbledon erreichte sie im Einzel die dritte Runde, in der sie Titelverteidigerin Serena Williams in zwei engen Sätzen den Vortritt lassen musste.
2014 sorgte Date-Krumm bei den US Open abermals für Aufsehen, als sie dort an der Seite von Barbora Záhlavová-Strýcová erstmals im Doppel im Halbfinale eines Grand-Slam-Turniers stand (im Einzel war ihr das bereits in Melbourne, Paris und Wimbledon gelungen); sie unterlagen den späteren Siegerinnen Jelena Wesnina und Jekaterina Makarowa mit 5:7, 3:6.
Im Januar 2015 kletterte sie nach einem Halbfinaleinzug zusammen mit Karolína Plíšková in Sydney in der Doppelweltrangliste auf Platz 28, mit über 44 Jahren erzielte sie damit noch einmal eine persönliche Bestmarke.
Im Januar 2016 scheiterte sie in der Qualifikation für die Australian Open und trat daraufhin vorerst nicht mehr an. Im April 2016 musste sie sich einer Knieoperation unterziehen.
Anfang Mai 2017 trat Date beim ITF-Turnier in Gifu mit einer Wildcard erstmals wieder an, scheiterte jedoch bereits in der ersten Runde.
Von Dezember 2001 bis September 2016 war Date mit dem deutschen Rennfahrer Michael Krumm verheiratet. 2016 eröffnete sie in Tokio unter dem Namen „Frau Krumm“ eine auf deutsche Backwaren spezialisierte Bäckerei.
Am 12. September 2017 beendete sie ihre Karriere; zuvor war sie bei ihrer letzten Turnierteilnahme, den Japan Women’s Open Tennis, in der ersten Runde gegen Aleksandra Krunić mit 0:6 und 0:6 ausgeschieden.

## Turniersiege

### Einzel
| Nr. | Datum              | Turnier   | Kategorie         | Belag           | Finalgegnerin           | Ergebnis      |
| --- | ------------------ | --------- | ----------------- | --------------- | ----------------------- | ------------- |
| 1.  | 12. April 1992     | Tokio     | WTA Tier IV       | Hartplatz       | Sabine Appelmans        | 7:5, 3:6, 6:3 |
| 2.  | 11. April 1993     | Tokio     | WTA Tier III      | Hartplatz       | Stephanie Rottier       | 6:1, 6:3      |
| 3.  | 16. Januar 1994    | Sydney    | WTA Tier II       | Hartplatz       | Mary Joe Fernandez      | 6:4, 6:2      |
| 4.  | 10. April 1994     | Tokio     | WTA Tier III      | Hartplatz       | Amy Frazier             | 7:5, 6:0      |
| 5.  | 5. Februar 1995    | Tokio     | WTA Tier I        | Teppich (Halle) | Lindsay Davenport       | 6:1, 6:2      |
| 6.  | 21. April 1996     | Tokio     | WTA Tier III      | Hartplatz       | Amy Frazier             | 7:5, 6:4      |
| 7.  | 25. August 1996    | San Diego | WTA Tier II       | Hartplatz       | Arantxa Sánchez Vicario | 3:6, 6:3, 6:0 |
| 8.  | 27. September 2009 | Seoul     | WTA International | Hartplatz       | Anabel Medina Garrigues | 6:3, 6:3      |

### Doppel
| Nr. | Datum            | Turnier    | Kategorie         | Belag             | Partnerin          | Finalgegnerinnen                    | Ergebnis          |
| --- | ---------------- | ---------- | ----------------- | ----------------- | ------------------ | ----------------------------------- | ----------------- |
| 1.  | 21. April 1996   | Tokio      | WTA Tier III      | Hartplatz         | Ai Sugiyama        | Amy Frazier Kimberly Po             | 7:6, 6:7, 6:3     |
| 2.  | 16. Oktober 2011 | Osaka      | WTA International | Hartplatz         | Zhang Shuai        | Vania King Jaroslawa Schwedowa      | 7:5, 3:6, [11:9]  |
| 3.  | 15. April 2012   | Kopenhagen | WTA International | Hartplatz (Halle) | Rika Fujiwara      | Sofia Arvidsson Kaia Kanepi         | 6:2, 4:6, [10:5]  |
| 4.  | 3. Februar 2013  | Pattaya    | WTA International | Hartplatz         | Casey Dellacqua    | Oqgul Omonmurodova Alexandra Panowa | 6:3, 6:2          |
| 5.  | 7. April 2013    | Monterrey  | WTA International | Hartplatz         | Tímea Babos        | Eva Birnerová Tamarine Tanasugarn   | 6:1, 6:4          |
| 6.  | 25. Mai 2013     | Straßburg  | WTA International | Sand              | Chanelle Scheepers | Cara Black Marina Eraković          | 6:4, 3:6, [14:12] |

## Abschneiden bei Grand-Slam-Turnieren

### Einzel
| Turnier         | 1989 | 1990 | 1991 | 1992 | 1993 | 1994 | 1995 | 1996 | … | 2009 | 2010 | 2011 | 2012 | 2013 | 2014 | 2015 | 2016 | Karriere |
| --------------- | ---- | ---- | ---- | ---- | ---- | ---- | ---- | ---- | - | ---- | ---- | ---- | ---- | ---- | ---- | ---- | ---- | -------- |
| Australian Open | —    | AF   | 2    | 2    | 2    | HF   | 3    | 2    | — | 1    | 1    | 1    | 1    | 3    | 1    | 1    | Q1   | HF       |
| French Open     | 2    | —    | —    | AF   | 2    | 1    | HF   | AF   | — | Q1   | 2    | 1    | 1    | 1    | 1    | Q1   | —    | HF       |
| Wimbledon       | 1    | 2    | 1    | 2    | —    | 3    | VF   | HF   | — | 1    | 1    | 2    | 1    | 3    | 1    | Q1   | —    | HF       |
| US Open         | 1    | 2    | 2    | 2    | VF   | VF   | AF   | 1    | — | Q2   | 1    | 1    | 1    | 1    | 1    | Q1   | —    | VF       |

Zeichenerklärung: S = Turniersieg; F, HF, VF, AF = Einzug ins Finale / Halbfinale / Viertelfinale / Achtelfinale; 1, 2, 3 = Ausscheiden in der 1. / 2. / 3. Hauptrunde; Q1, Q2, Q3 = Ausscheiden in der 1. / 2. / 3. Runde der Qualifikation; n. a. = nicht ausgetragen

### Doppel
| Turnier         | 1990 | 1991 | 1992 | 1993 | … | 2010 | 2011 | 2012 | 2013 | 2014 | 2015 | Karriere |
| --------------- | ---- | ---- | ---- | ---- | - | ---- | ---- | ---- | ---- | ---- | ---- | -------- |
| Australian Open | 1    | —    | VF   | AF   | — | 1    | 2    | 1    | AF   | 1    | 2    | VF       |
| French Open     | —    | —    | 1    | 2    | — | —    | 2    | 1    | 2    | 2    | 2    | 2        |
| Wimbledon       | —    | 2    | 1    | —    | — | 1    | AF   | 1    | 1    | 2    | 2    | AF       |
| US Open         | —    | 1    | 1    | 2    | — | 2    | —    | 1    | 1    | HF   | 1    | HF       |

### Mixed
| Turnier         | 2012 | 2013 | Karriere |
| --------------- | ---- | ---- | -------- |
| Australian Open | AF   | —    | AF       |
| French Open     | —    | —    | —        |
| Wimbledon       | —    | AF   | AF       |
| US Open         | —    | AF   | AF       |